# Nek
Filippo Neviani (Sassuolo, 6 de enero de 1972), más conocido por su nombre artístico Nek, es un cantautor y multinstrumentista italiano de música pop rock en español y en italiano.

## Biografía

### Los inicios
A finales de los años 80 formaba parte del grupo White Lady.
Su álbum de debut como solista fue lanzado en el año 1992 y se llamó simplemente Nek; de este álbum se desprendió únicamente el sencillo «Amami«. Debutó en el Festival de la Canción de San Remo en 1993 con una canción de letra muy controvertida que habla acerca del aborto, «In te«, inspirada en la experiencia real de un amigo.
Durante la misma edición del festival, Mietta cantó «Figli di chi», escrita también por Nek, que la iba a regrabar para incluirla en su segundo álbum, In te.
Nek participó en Cantagiro con un sorprendente éxito, ganando el premio al artista más popular concedido por la revista semanal TV Stelle.
En 1994 recibió el premio como mejor cantante italiano joven, premio compartido con la cantante Giorgia Trovato, el primer reconocimiento importante a su incipiente carrera. Ese mismo año publicó un nuevo trabajo, titulado Calore Umano, con la colaboración de importantes músicos italianos. Este disco es el último trabajo con su discográfica, Fonit Cetra.
Otros de sus siguientes éxitos fueron: «Jane», «Calore umano», «Cuori in tempesta» y «Angeli nel ghetto».

### Éxito internacional
En 1997 participó nuevamente en el Festival de San Remo, no ganó nada pero con «Laura non c'è» («Laura no está», considerada por muchos su obra maestra) llegó inmediatamente a las listas de popularidad italianas e internacionales. Seguida de la canción éxito «Sei grande» («Tu nombre») con la que participó en el Festivalbar de Italia. Ambos temas están incluidos en el álbum Lei, gli amici e tutto il resto.
En este mismo año, el álbum vendió solo en Italia alrededor de 600 000 copias, obteniendo seis discos de platino, discos de oro en Alemania, Austria, Suiza, y formidables ventas de su disco en castellano, tanto en México, Centroamérica y Sudamérica. Este disco vino precedido por el gran éxito de la versión en italiano (Lei, gli amici e tutto il resto) en todo el mercado europeo. Siendo el primer disco en castellano y titulándose Nek. La reacción del público fue excepcional y consiguió vender 2 000 000 copias en todo el mundo, publicándose en Latinoamérica, incluyendo Brasil. De esta manera Nek se confirmó como un gran artista internacional. La canción «Tu sei, tu sai» («Tú estás aquí») incluida en el disco, está inspirada en una poesía de Jacques Prévert, Quand tu dors.
En 1998 salió al mercado el disco Entre tú y yo, volviendo a cosechar también grandes éxitos en Europa, y por lo cual se le abrieron las puertas a una gira por Latinoamérica, en la cual realizó más de 150 conciertos visitando Argentina, México y Guatemala entre otros. «Si sé que te tengo a ti», el primer sencillo extraído del nuevo álbum, se mantuvo en lo más alto de las listas de éxitos radiofónicas durante cuatro meses. El 9 de julio de 1998 Nek recibió en Bruselas el Premio IFPI por haber superado el millón de copias vendidas en Europa con su disco Nek.
En el año 2000, concibió una nueva producción La vida es, un disco que mezcla pop-rock con música electrónica. De este disco se desprendió el sencillo «Ci sei tu» («Llegas tú»), y también otro sencillo llamado «La vita è» («La vida es»), que posee participación del grupo Eiffel 65. En ese mismo año Nek fue nominado como artista revelación del año 2000 y realizó una nueva gira de conciertos.
En 2002 lanzó al mercado hispano el disco Las cosas que defenderé, que consiguió una gran aceptación sobre todo en México y España. Es el cuarto disco de Nek en español. De este disco se desprendió el primer sencillo a dúo con Laura Pausini llamado «Tan sólo tú». El siguiente sencillo fue «Hablemos en pasado» y el último de este disco fue «Cielo y tierra», de la cual también hizo una versión junto al cantante Dante Thomas.
En el año 2004, Nek editó un disco recopilando sus mejores éxitos, llamado L'anno zero - The Best of Nek (El año cero - Lo mejor de Nek), que en poco tiempo vendió 250 000 copias, y se encuentra entre los cien discos más vendidos de Italia según el FIMI (Federación de la Música Italiana).
En 2005, salió a la venta su nuevo álbum, Una parte de mí. El primer sencillo fue «Lascia che io sia», que venció en el Festivalbar en Italia. Posteriormente se tradujo al español bajo el título «Para ti sería». Dentro del disco se incluye la canción «Darei di più di tutto quel che ho» («Daría todo lo que tengo y más») la cual se inspira en una poesía de Pablo Neruda, Tango del viudo, que realmente narra un adiós.
Tuvo mucho éxito en Francia, con el dueto que hizo con Céréna en la versión italo-francesa de «Laura non c'è», titulándose «Laura simplement» en francés. En España reeditó su álbum En el cuarto 26 con dos canciones en las que colabora el grupo El sueño de Morfeo. Más tarde, también participó a dueto en el disco Nos vemos en el camino de El sueño de Morfeo, con la canción «Chocar» que consiguió gran aceptación en España.
El 30 de enero de 2009 salió en Italia su nuevo álbum con canciones inéditas Un'altra direzione, cuyo primer sencillo es «La voglia che non vorrei». En España el disco salió el 28 de abril de 2009 y se tituló Nuevas direcciones, con «Deseo que ya no puede ser» como primer sencillo. También se lanzó una edición especial en España, que incluye el disco en español e italiano. El segundo sencillo en España es «Simples emociones». En el mismo disco aparece la canción «Per non morire mai» («Para no morir jamás»), basado en el poema Morre lentamente de la brasileña Martha Medeiros, un canto al aprovechamiento de la vida al máximo. Por otra parte, la Primera carta del apóstol San Pablo —en concreto, el capítulo 13 de la Primera Carta a los Corintios— sirvió de inspiración para la canción «Se non ami» («Si no amas»), en la que habla de la importancia del amor.
A finales de 2010 se puso a la venta el segundo disco recopilatorio de Nek E da qui - The Greatest Hits 1992-2010, siendo su primer sencillo «E da qui» que se escucha por primera vez el 15 de octubre en las radios italianas. A diferencia de en L'Anno zero -The Best of Nek (El año cero - Lo mejor de Nek), aquí se incluyen tanto canciones nuevas como canciones en directo, siendo estas últimas grabadas en su gira veraniega The Quartet Experience. De esta manera, en abril de 2011 publicó para el mercado latino Es Así - Greatest Hits 1992-2010, que incluye éxitos como «Laura no está», «Tu nombre», «Si sé que te tengo a ti», «Quédate», «La vida es», «Tan sólo tú», «Al menos ahora», «Para ti sería» y «Deseo que ya no puede ser», entre otras.
El 14 de marzo de 2013 Nek dio a conocer a través de redes sociales el nombre de su nuevo sencillo «Congiunzione Astrale» con fecha de lanzamiento el 22 de marzo de 2013. En España y Latinoamérica el primer sencillo se tituló «La mitad de nada» en dueto con el cantante español Sergio Dalma. Asimismo su décimo álbum de estudio llamado Filippo Neviani se publicó en Italia el 16 de abril. Siendo su álbum más personal en palabras del artista, ya que aparte de darle su propio nombre y producirlo, ha grabado la voz, la guitarra, el bajo y la batería él mismo. La versión en lengua española se publicó el 11 de junio. En México el álbum fue adelantado una semana antes de lo previsto, siendo lanzado el 4 de junio de 2013.
Dieciocho años después de haber participado en el Festival de Sanremo con el tema «Laura no está», Nek volvió a participar, esta vez para presentar el tema «Fatti avanti amore», precursor de su duodécimo álbum de estudio Antes de que hables, quedando segundo en el festival. No obstante se llevó los premios a Mejor interpretación de una versión por el tema «Se telefonando» de Mina (también incluido en su nuevo álbum) y Mejor arreglo orquestal por «Fatti avanti amore» («Sigue hacia adelante»).
Prima di Parlare (editado en España y Latinoamérica bajo el título Antes de que Hables) se lanzó primero en Italia el 10 de marzo de 2015 y en España el 19 de junio de 2015. Contiene doce temas en total, incluidos los dos mencionados anteriormente.
El 14 de octubre de 2016 lanzó un nuevo álbum en Italia titulado Unici, siendo este el decimotercer álbum de su carrera.

## Vida personal
En 1995 se incorporó al equipo de fútbol de cantantes italianos, pero se hizo un esguince durante un partido y tuvo que tomarse un largo período de descanso, en el que reconsideró seriamente su inspiración artística y decidió darle un nuevo impulso y una nueva inyección de energía.
En septiembre de 2006 se casó con su exasistente, Patrizia Vacondio. El 12 de septiembre de 2010 se anunció en su foro la noticia del nacimiento de su primera hija, Beatrice Maria.

## Voz y estilo musical
La potente voz de Nek ha sido una de las características más destacadas desde que comenzó su carrera, no solo por la gran capacidad vocal que posee, sino por su forma, a veces, exagerada de utilizar la misma. 
En una entrevista con el diario Corriere della Sera en 1998, Nek dijo que Sting ha tenido una gran influencia en su forma de hacer música.

## Discografía

### Álbumes de estudio
| Año  | Álbum                                  | Edición en español                 |
| ---- | -------------------------------------- | ---------------------------------- |
| 1991 | Nek                                    |                                    |
| 1993 | In te                                  |                                    |
| 1994 | Calore umano                           |                                    |
| 1996 | Lei, gli amici e tutto il resto        | Nek                                |
| 1998 | In due                                 | Entre tú y yo                      |
| 2000 | La vita è                              | La vida es                         |
| 2002 | Le cose da difendere                   | Las cosas que defenderé            |
| 2005 | Una parte di me                        | Una parte de mí                    |
| 2006 | Nella stanza 26                        | En el cuarto 26                    |
| 2009 | Un'altra direzione                     | Nuevas direcciones                 |
| 2013 | Filippo Neviani                        | Filippo Neviani                    |
| 2015 | Prima di parlare                       | Antes de que hables                |
| 2016 | Unici                                  | Únicos                             |
| 2019 | Il mio gioco preferito - Parte Prima   | Mi juego preferido - Primera Parte |
| 2020 | Il mio gioco preferito - Parte Seconda | Mi juego preferido - Segunda Parte |
| 2022 | 5030                                   |                                    |

### Álbumes recopilatorios
| Año  | Álbum                              | Edición en español               |
| ---- | ---------------------------------- | -------------------------------- |
| 2003 | The Best of Nek - L'anno zero      | Lo mejor de Nek - El año cero    |
| 2006 | Esencial                           | Esencial                         |
| 2011 | E da qui - Greatest Hits 1992-2010 | Es así - Greatest Hits 1992-2010 |